# Louis-Antonie Jullien
Louis-Antonie Jullien (originalment Julien) va ser un director i compositor francés de música lleugera. Va ser batejat com a Louis George Maurice Adolphe Roche Albert Abel Antonio Alexandre Noë Jean Lucien Daniel Eugène Joseph-le-brun Joseph-Barême Thomas Thomas Thomas-Thomas Pierre Arbon Pierre-Maurel Barthélemi Artus Alphonse Bertrand Dieudonné Emanuel Josué Vincent Luc Michel Jules-de-la-plane Jules-Bazin Julio César Jullien. L'explicació del seu inusual nombre de noms és que quan va arribar el moment de batejar el nadó, el seu pare havia estat convidat a tocar en un concert de la Sisteron Philharmonic Society, i va considerar que només era educat demanar a un dels membres de l'orquestra que fos padrí: però com que tots els membres volien ser considerats pel privilegi, va ser batejat amb els noms dels trenta-sis membres de la societat.

## Biografia
Nascut a Sisteron i fill de director d'una banda i professor de música, marxa a París amb 21 anys per estudiar amb Halévy. Allà es va refusar a fer els exercicis (ja que li interessava més la música de dansa que el contrapunt) i va acabar amb mala relació amb el seu mestre i sense cap títol. A pesar d'això, ràpidament va obtenir una sólida reputació. Per una banda va compondre una serie de quadrilles i polques de música lleugera i per altra banda es va convertir en el cap de l'orquestra "Jardin Turc" (lloc d'entreteniment parisenc de l'època). Els seus concerts disposaven d'armes, focs artificials i altres muntatges estranys múltiples; també dirigeix en sales parisenques de prestigi, ja que la seva música de ballet té molt d'èxit en el carnaval de París (com el ballet "La Tarantelle de Belphegor", inicialment publicada sota el pseudònim de Roch Albert).
| «                                           | L'objectiu declarat de Jullien és garantir la diversió barrejant en els programes les obres més sublims amb els d'una escola més lleugera | » |
| — Illustrated London News, 9 novembre 1850. | |   |

A conseqüència de les seves dificultats financeres, va fugir a Anglaterra dels seus creditors. La seva fama va seguir augmentant a causa dels nombrosos concerts per Londres i tot el Regne Unit. Allà dirigeix a la sala Drury Lane de Londres i organitza i dirigeix els Concerts d'Eté (1840), d'Hiver (1841) i de Société (1842); coneix Berlioz (director) al 1847. Tots aquells concerts havien existit als jardins de plaer de Londres des de mitjan segle xviii, però sota la direcció de Jullien (i més tard Sir Arthur Sullivan) les festes interiors es van convertir en una característica de la vida musical del segle xix a Londres a partir de 1838. La sèrie anual de BBC Proms que continua avui dia va tenir les seves arrels en aquest moviment.
La seva carrera va continuar als Estats Units, on el seu èxit és molt gran, gràcies principalment als seus «concerts monstres», que mesclen la música clàssica i música lleugera (que agrada a una majoria tot i algunes crítiques). El seu va ser un paper important en la presentació de la música clàssica al públic. A més de la seva música lleugera, Jullien és l'autor d'una gran posada en escena; l'òpera Pietro Il Grande, estrenada a Londres al 1852, que li va causar dures crítiques.
Arruïnat i boig, el 1859 torna a París, on és arrestat. Mor en un manicomi l'any següent a Neuilly-sur-Seine, Hauts-de-Seine, però encara va ser recordat a Londres vint anys després de la seva mort: va ser descrit com "Jullien, l'eminent musico" en el llibret de W. S. Gilbert per a Patience (1881).

## Obres destacades
Els programes que oferia eren molt atractius per al públic, ja que hi barrejava música de ball -valsos, galops i especialment quadrilles - amb música simfònica, sovint fragmentada i amb instrumentacions que afavorien l'espectacularitat dels concerts. Compongué nombrosa música de ball, entre la queal destaca, per exemple British Navy Quadrille (1845) i Pietro il Grande (1852). La majoria de les seves composicions es perderen en l'incendi del Covent Garden el 1856. Entre les seves obres més destacades hi trobem les Quadrilles British Navy, Swiss, Great Exhibition i sobretot la British Army Quadrille; una serie de valsos (destacant el Bridal Walz), així com les primeres 12 polques (on destaca la "Drum Polka"), 7 Mazurques...